# Resolutie 1663 Veiligheidsraad Verenigde Naties
Resolutie 1663 van de Veiligheidsraad van de Verenigde Naties werd op 24 maart 2006 unaniem aangenomen door de VN-Veiligheidsraad. De resolutie verlengde de vredesmissie naar de Soedanese regio Darfur met een half jaar.

## Achtergrond
Al in de jaren 1950 was het zwarte zuiden van Soedan in opstand gekomen tegen het overheersende Arabische noorden. De vondst van aardolie in het zuiden maakte het conflict er enkel maar moeilijker op. In 2002 kwam er een staakt-het-vuren en werden afspraken gemaakt over de verdeling van de olie-inkomsten. Verschillende rebellengroepen waren hiermee niet tevreden en in 2003 ontstond het conflict in Darfur tussen deze rebellen en de door de regering gesteunde Janjaweed-milities. Die laatsten gingen over tot etnische zuiveringen en in de volgende jaren werden in Darfur grove mensenrechtenschendingen gepleegd waardoor miljoenen mensen op de vlucht sloegen.

## Inhoud

### Waarnemingen
Alle partijen in Darfur werden nogmaals opgeroepen het geweld en de wreedheden ten einde te brengen. De gesprekken in Abuja moesten ook zo snel mogelijk tot een vredesakkoord leiden.
De Vredes- en Veiligheidsraad van de Afrikaanse Unie steunde nu de transitie van de AMIS-vredesmissie van de AU tot een VN-vredesoperatie.
Voorts was de Veiligheidsraad diep bezorgd over gewapende groepen die over de grenzen kwamen. Daarbij was ook het Verzetsleger van de Heer uit Oeganda wiens brutale invallen voor vele doden, ontvoeringen en ontheemden zorgen.

### Handelingen
Het mandaat van de UNMIS-vredesmissie werd verlengd tot 24 september. De missie moest nauw samenwerken met de AMIS-missie van de AU. De secretaris-generaal werd gevraagd die laatste missie ook zo veel mogelijk te ondersteunen.
Verder veroordeelde de Veiligheidsraad de activiteiten van milities en gewapende groepen die de bevolking bleven aanvallen en mensenrechtenschendingen pleegden. In resolutie 1653 was aan de secretaris-generaal gevraagd om voorstellen te doen over hoe de VN, en in het bijzonder UNMIS, hier iets aan konden doen.

## Verwante resoluties
- Resolutie 1627 Veiligheidsraad Verenigde Naties (2005)
- Resolutie 1651 Veiligheidsraad Verenigde Naties (2005)
- Resolutie 1665 Veiligheidsraad Verenigde Naties
- Resolutie 1672 Veiligheidsraad Verenigde Naties

Lijst ·  1652 ·  1653 ·  1654 ·  1655 ·  1656 ·  1657 ·  1658 ·  1659 ·  1660 ·  1661 ·  1662 ·  1663 ·  1664 ·  1665 ·  1666 ·  1667 ·  1668 ·  1669 ·  1670 ·  1671 ·  1672 ·  1673 ·  1674 ·  1675 ·  1676 ·  1677 ·  1678 ·  1679 ·  1680 ·  1681 ·  1682 ·  1683 ·  1684 ·  1685 ·  1686 ·  1687 ·  1688 ·  1689 ·  1690 ·  1691 ·  1692 ·  1693 ·  1694 ·  1695 ·  1696 ·  1697 ·  1698 ·  1699 ·  1700 ·  1701 ·  1702 ·  1703 ·  1704 ·  1705 ·  1706 ·  1707 ·  1708 ·  1709 ·  1710 ·  1711 ·  1712 ·  1713 ·  1714 ·  1715 ·  1716 ·  1717 ·  1718 ·  1719 ·  1720 ·  1721 ·  1722 ·  1723 ·  1724 ·  1725 ·  1726 ·  1727 ·  1728 ·  1729 ·  1730 ·  1731 ·  1732 ·  1733 ·  1734 ·  1735 ·  1736 ·  1737 ·  1738